# Värnamo station
Värnamo station är en järnvägsstation i Värnamo. Vid stationen förbinds kust-till-kustbanan med järnvägslinjen Halmstad–Nässjö. Tidigare fanns också en linje söderut mot Ljungby. Driftplatsen Värnamo är (2025) lokalbevakad och indelas i de två driftplatsdelarna Värnamo central (Väc) och Rörstorp (Röp).

## Historik

### HNJ
Värnamo station uppfördes av Halmstad–Nässjö Järnvägar (HNJ). Den öppnades 1 september 1877, då järnvägslinjen Halmstad-Värnamo öppnades för allmän trafik; detta var den först öppnade delen av HNJ. HNJ, som ursprungligen bildats som Halmstad-Jönköpings järnväg, led inledningsvis av ekonomiska problem och hade svårigheter att samla erforderligt kapital, varför den ursprungliga planen om fullständigt öppnande av en linje till Jönköping inom fyra år från bolagets bildande gick om intet.
Planerna ändrades och huvudlinjen kom istället att dras till Nässjö för att där ansluta till Södra stambanan. Trots de ekonomiska problem som förelåg kunde linjens fortsättning från Värnamo till Hok (fram till 1882: Lindefors station) öppnas den 3 januari 1880. Hela linjen Halmstad-Värnamo-Nässjö öppnades den 21 december 1882.

### SSJ och BAJ
På initiativ av Helsingborgs stad anlades Skåne–Smålands Järnväg för att möjliggöra transport av trä och torv till staden; banans norra ändpunkt blev Värnamo. SSJ öppnades för allmän trafik den 16 juni 1899.
Efter öppnandet av Göteborg–Borås Järnväg (GBJ) 1894 hade ett intresse uppstått för att förlänga denna järnväg och ansluta till Södra stambanan. Detta ledde till att arbetet med att få till stånd Borås-Alvesta Järnväg (BAJ) inleddes 1896. BAJ började byggas 1899 och kunde öppnas för allmän trafik den 23 december 1902. Därmed hade Värnamo blivit en järnvägsknut med trafik i fem riktningar.
När Värnamo station öppnades 1877 anlade HNJ ett stationshus i trä. I avtalet om SSJ:s anslutning till HNJ i Värnamo ingick att SSJ skulle uppföra ett eget stationshus vilket också skedde. När det stod klart att även BAJ skulle ansluta till stationen kom de tre bolagen överens om att bygga ett nytt gemensamt stationshus vilket stod klart 1899; detta är det nuvarande stationshuset. Den byggnad som uppfördes för SSJ kom istället att användas som posthus.

### Förstatligande, eldrift och nedläggningar
SSJ kom att förstatligas omedelbart efter riksdagens beslut om järnvägarnas förstatligande 1939. Härefter följdes detta av förstatligandet av BAJ 1 juli 1940 och HNJ 1 juli 1945, varefter Värnamo station fullt ut tillhörde SJ. Efter SJ:s övertagande kom före detta BAJ att bli föremål för elektrifiering, och eldriften förbi Värnamo togs i drift 1954. 
Som ett led i SJ:s rationaliseringar kom persontrafiken på SSJ att upphöra 1968. Godstrafiken på SSJ avvecklades successivt och nedlades på sträckan Värnamo-Ljungby 1994, och dessförinnan hade utfarten mot Ljungby lagts om under 1980-talet för att istället skiljas från HNJ utanför Värnamo. Sporadisk trafik förekom trots detta på den korta delsträckan Värnamo-Helmershus till 2005. Sträckan Värnamo-Helmershus lades formellt ned 2022, men spåret finns fortfarande (2023) kvar; linjen i övrigt är uppriven.

## Trafik
Värnamo station trafikeras av SJ Regionaltåg mellan Göteborg C och Kalmar C på Kust-till-kust-banan. Därtill finns Krösatågstrafik på sträckorna Halmstad C–Värnamo–Jönköping C/Nässjö C samt Värnamo–Alvesta–Växjö.
Vid stationen förekommer även godstrafik, bland annat genom tågen från Båramo till Göteborg Skandiahamnen och Malmö kombiterminal. Dessa tåg byter dragkraft på bangården i Värnamo från T43 till Rc3. Det har funnits ett intresse att utöka godstrafiken mot Malmö, vilket emellertid förhindrats på grund av kapacitetsbrist på Södra stambanan.

## Bilder

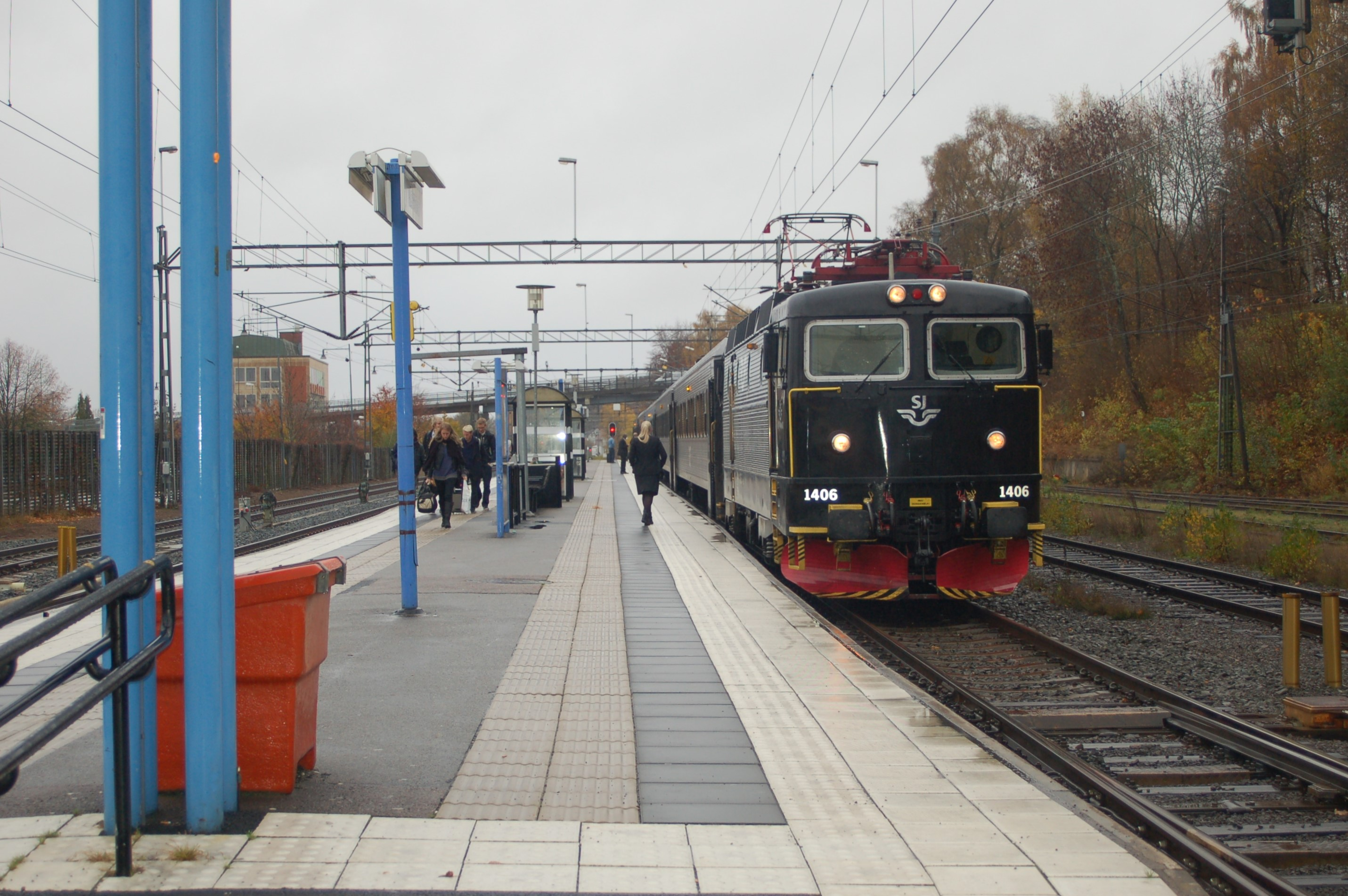
SJ Regionaltåg mot Göteborg C 2013.
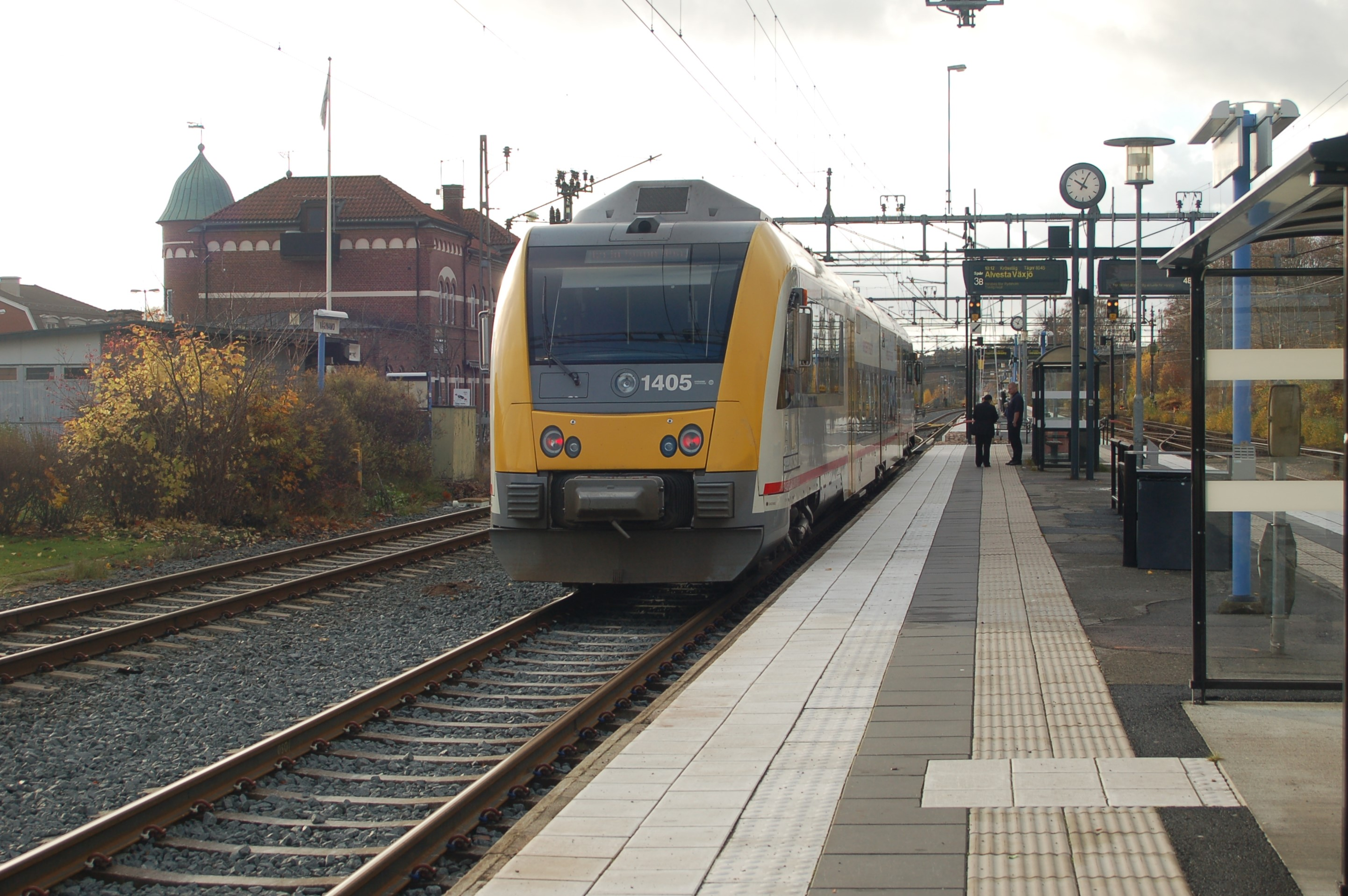
Krösatåg mot Växjö 2013.
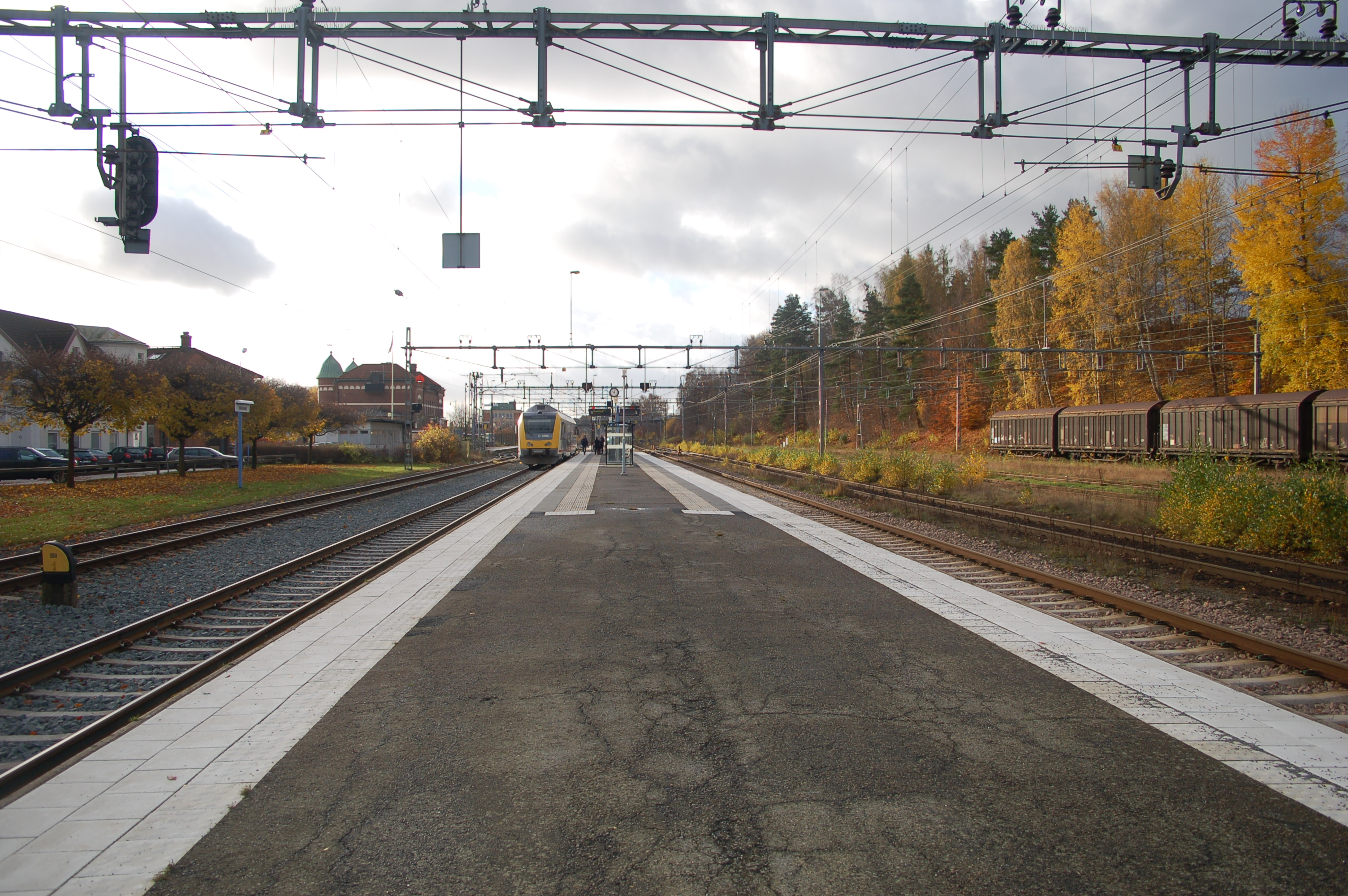
Vy över stationen i sydlig riktning.
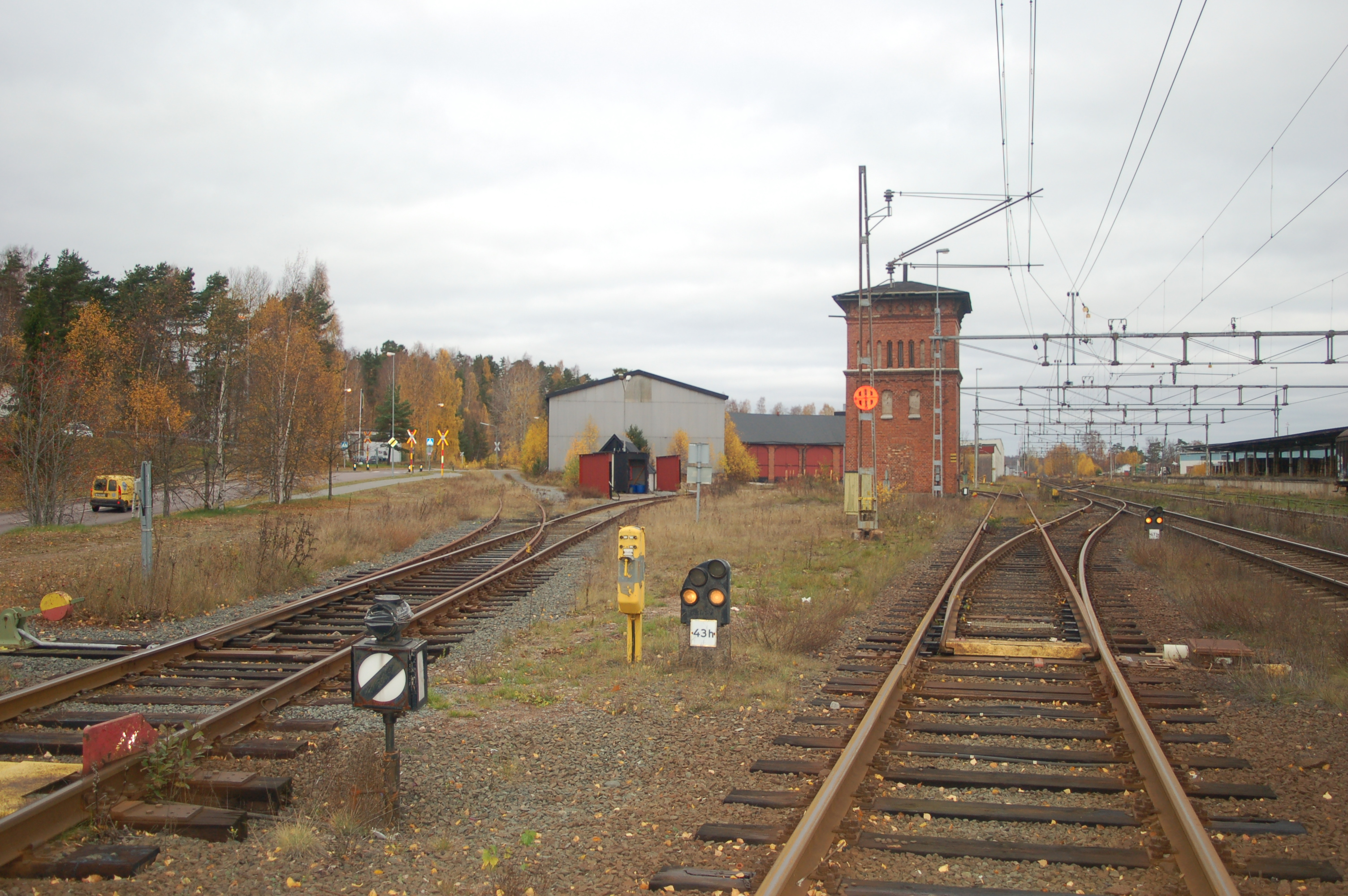
Vy mot lokstallet och det 2022 rivna vattentornet.
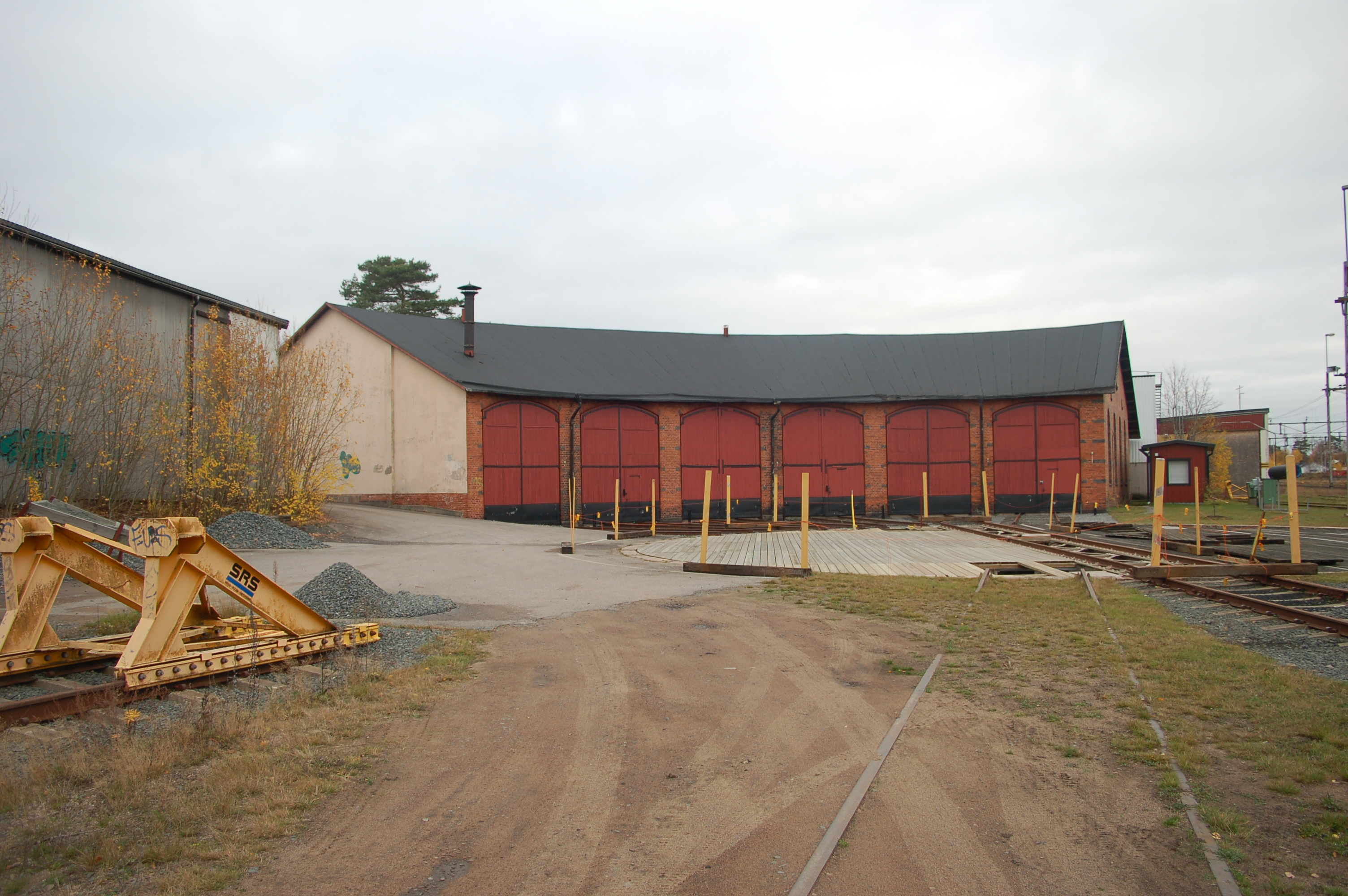
Värnamo lokstall.